# Aéroport de Sumburgh
L'aéroport de Sumburgh (code IATA : LSI • code OACI : EGPB) est le principal aéroport desservant les Shetlands en Écosse. Il est situé à l'extrémité sud de Mainland, à 17 milles marins (31 km) au sud de Lerwick.

## Situation

### Carte des aéroports d'Écosse
| Aberdeen Barra Benbecula Campbeltown Colonsay Dundee Eday Édimbourg Fair Isle Foula Glasgow Glasgow-Prestwick Inverness Islay Kirkwall North Ronaldsay Oban Papa Westray Sanday Stornoway Stronsay Sumburgh Tingwall Tiree Westray Wick |

### Carte des aéroports des Shetlands
| Fair Isle Tingwall Sumburgh Foula |

## Statistiques
Pour des raisons techniques, il est temporairement impossible d'afficher le graphique qui aurait dû être présenté ici.

Voir la requête brute et les sources sur Wikidata.

## Compagnies aériennes et destinations
| Compagnies | Destinations                                                                                                  |
| ---------- | --- |
| Loganair   | - Aberdeen-Dyce, - Dundee, - Édimbourg, - Glasgow, - Inverness, - Kirkwall, - Londres-City En saison : Bergen |

Édité le 12/11/2019  Actualisé le 26/03/2023